# Нью-эйдж (музыка)
Нью-эйдж (англ. new age, дословно «новая эра») — жанр музыки с расслабляющим и лёгким звучанием. Нью-эйдж может сочетать как живые инструменты, так и приёмы, характерные для электронной музыки, эмбиента и этнической музыки, и характеризуется, как правило, плавным темпом, использованием лёгких и поднимающих настроение мелодий. Эта музыка часто используется для релаксации, медитации и стимулирования творчества. Исполнители музыки нью-эйдж часто обращаются к темам живой природы, самопознания и национальных культур. Рамки и определение жанра довольно размыты, так как к нью-эйджу порой относят довольно разных по звучанию исполнителей.

## Описание
Рамки нью-эйджа довольно расплывчаты и о них постоянно идут споры. К этому жанру нередко относят как электронную, так и народную, и просто спокойную расслабляющую музыку. Тем не менее можно выделить некоторые часто встречающиеся особенности.
В нью-эйдже в основном используется модальная консонантная гармония. Продолжительность одной композиции может составлять от нескольких минут до получаса и более. Темп большинства композиций плавный, расслабляющий; однако, в отличие от эмбиента, нью-эйдж всегда имеет мелодию и не представляет собой чисто фоновую музыку. Зачастую композиции включают в себя этнические мелодии.
Нью-эйдж включает как музыкальные электронные формы, опирающиеся на продолжительные гармонические «подкладки», так и акустические формы с использованием флейты, фортепиано, гитары и экзотических инструментов народов мира. В части набора инструментов нью-эйдж эклектичен: один и тот же музыкант в разных композициях и альбомах может прибегать к использованию самых разных инструментов, от электронных синтезаторов и семплеров до старинных и экзотических инструментов народов мира. Могут использоваться как живые инструменты, так и цифровые семплы (записи) их звучания.
Вокальные композиции могут включать тексты на экзотических, мёртвых или даже вымышленных языках, непонятные слушателю, но передающие атмосферу эпохи или региона, которым посвящена композиция. Иногда вместо живой записи вокала используются семплы хора, этнических или церковных песнопений разных народов мира. Целый пласт музыки нью-эйдж основан на использовании католических григорианских хоралов (проекты Enigma, Era, Gregorian, Lesiëm), ещё один основан на кельтской народной музыке (Enya, Moya, David Arkenstone). В нью-эйдже, как и в его ближайшем «родственнике» — жанре эмбиент — часто используются семплы звуков живой природы: плеск волн, шелест деревьев, пение птиц, и т. д.

## Споры об определении

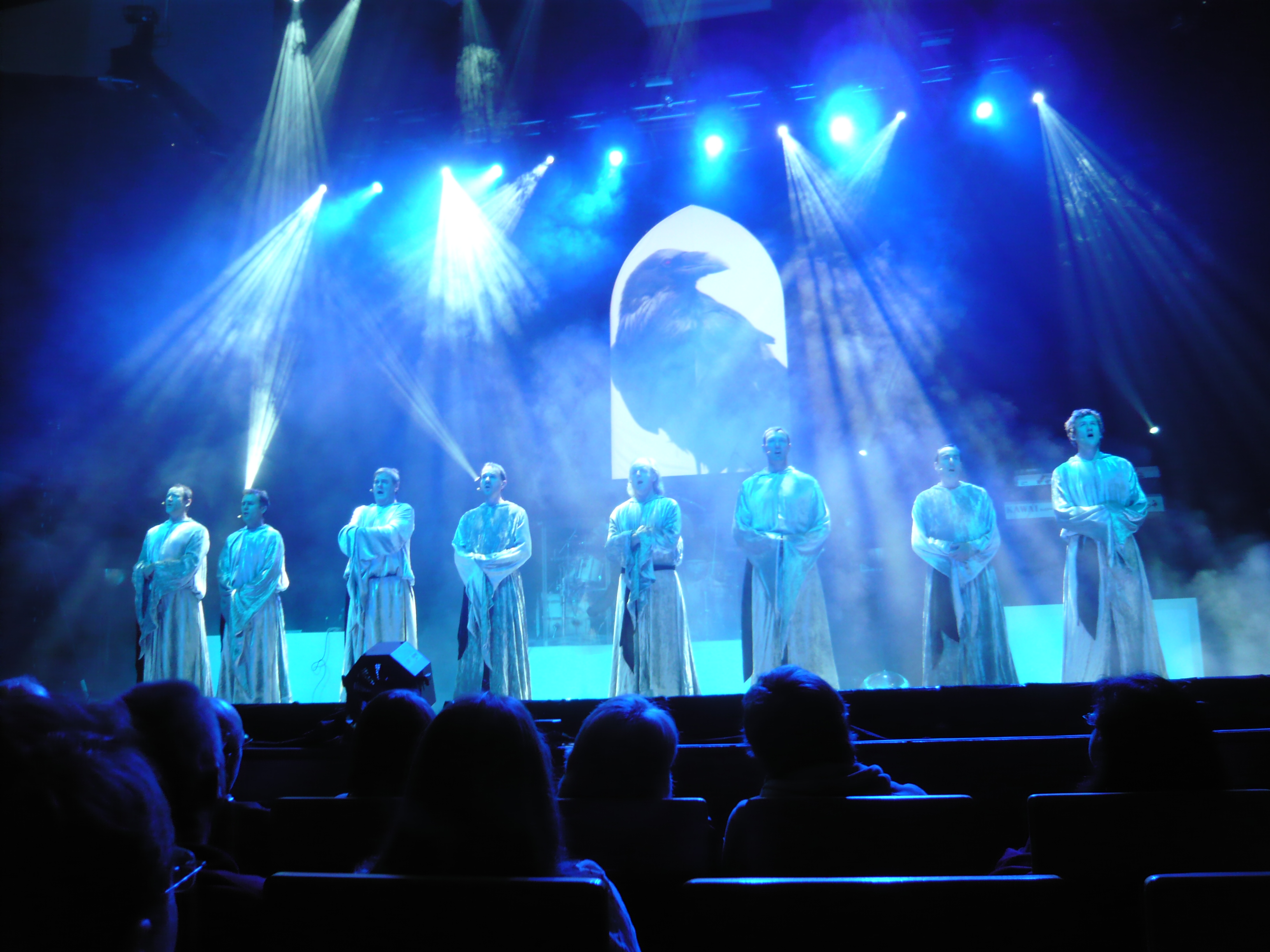
Gregorian, наряду с Enigma и Era, представляют ветвь нью-эйджа, вдохновлённую средневековой церковной музыкой

Мнения критиков, любителей музыки и самих исполнителей о сущности нью-эйджа и о том, какие музыканты относятся к данному жанру, существенно различаются.
Многие музыканты считают неудачным сам термин «нью-эйдж». По выражению Оттмара Либерта, «дурацким термином 80-х был „фьюжн“, дурацкий термин наших дней — „нью-эйдж“».
Одним не нравится, что он напоминает о малых религиозных течениях, заставляя слушателей ошибочно думать, будто их музыка имеет какое-то отношение к религии или оккультизму. Так, Мойя Бреннан жаловалась, что её принимали за язычницу, хотя она католичка.
Другие считают, что термин обобщает слишком разную музыку — об этом заявляли Майк Олдфилд, Дэвид Аркенстоун, Эния. По словам Энии, многие радиостанции и звукозаписывающие компании часто относят к нью-эйджу музыку, для которой не могут придумать более точную классификацию. Для обозначения этой музыки предлагали альтернативные названия, к примеру, Contemporary Instrumental («современная инструментальная»), Folk Ambient и другие. Тем не менее большинство музыкантов соглашаются с тем, что термин «New Age Music» уже устоялся и активно используется.

## Эстетика и тематика

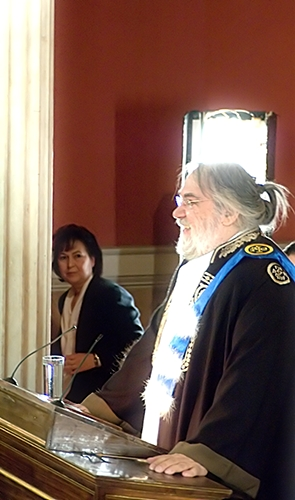
Работы Вангелиса сочетают нью-эйдж с симфонической и электронной музыкой

По мнению многих музыкантов и исследователей, подавляющая часть музыки, получившей от прессы ярлык «нью-эйдж», никак не связана с религиозной философией нью-эйдж, у которой это название заимствовано. Музыканты, исполняющие нью-эйдж, в жизни исповедуют самые разные религии. В основном это разные конфессии христианства: к примеру, Эния и её сестра Мойя — католички. Другие не проявляют интереса к религии вообще. Так, Франк Петерсон, лидер проекта Gregorian, — атеист, несмотря на то, что использует в своей музыке мотивы католических молебнов. Мишель Крету из Enigma верит в Бога, но не относит себя ни к одной конкретной религии, как и нью-эйдж композитор Сюзанна Дусе.
Тем не менее у нью-эйджа есть узнаваемая общая эстетика. Музыка в стиле нью-эйдж часто бывает посвящена таким темам, как космос, экзотическая природа, история и культура народов мира. Многие музыканты выпускают альбомы по мотивам своей национальной мифологии и культуры, либо посвящённые культуре экзотических стран. Так, дебютный альбом Энии и целый ряд альбомов Дэвида Аркенстона посвящены кельтской мифологии и истории. Первые альбомы проекта Era посвящены учению катаров (предшественники христианских протестантских учений). Китаро посвятил серию альбомов культуре стран Великого шёлкового пути, а проект G.E.N.E. создал музыкальные картины различных регионов Земли, таких как Тихий океан, Средиземноморье, остров Пасхи и др.
Некоторые музыканты, такие как Дэвид Аркенстон и Лекс Плотников, посвящают концептуальные альбомы произведениям в жанре фэнтези, а Майк Олдфилд записал ньюэйджевый альбом по мотивам научно-фантастической книги сэра Артура Кларка.
Названия композиций в жанре нью-эйдж часто очень образные и красочные, например: Purple Dawn (Пурпурный Рассвет) (Anugama), Shepherd Moons (Пастушьи Луны) (Enya), Straight' a Way To Orion (Путь на Орион) (Kitaro), The Quiet Self (Безмолвное «Я») (Gregorian), One Deep Breath (Одно Глубокое Дыхание) (Джозеф, Брэдли).
Нью-эйдж часто используется в саундтреках к фильмам и компьютерным играм, в особенности посвящённым природе, фантастике или истории. Один из наиболее известных кинокомпозиторов, писавших саундтреки в жанре нью-эйдж — Вангелис, творчество которого, впрочем, не ограничивается этим жанром. Музыка Энии использована в фильме «Властелин колец», музыка Era — в фильме «Пришельцы», Китаро делал саундтреки к фантастическим аниме, а Дэвид Аркенстоун писал музыку ко многим играм, в том числе World of Warcraft и Emperor: Battle for Dune. Часто нью-эйдж используется как мелодический фон для занятий творческой деятельностью, йогой, массажем, при чтении, как метод борьбы со стрессом и для создания умиротворённой атмосферы.

## Нью-эйдж в СССР и России
В России жанр также представлен такими музыкантами, как Борис Деарт, Игорь Двуреченский, Андрей Климковский, Михаил Чекалин, Елена Дединская, Angelight (Юрия Рыжова), Edelis, Rhythm of Mankind & Nature, Hattifatteners (Лекс Плотников), Ermitage, Apples From Mars, Линда, Дидюля, Варвара.

## Цитаты о нью-эйдже
Из-за множества необразованных людей его [нью-эйджа] репутация страдает, когда эти люди слышат что-то новое, они путают это с «музыкой для лифтов».
Дэвид Аркенстоун
Я никогда не думал о том, чтобы исполнять именно в жанре нью-эйдж. Я просто верю, что такое звучание, такая музыка — то, что надо.
Китаро
Я стараюсь развлекать людей своей музыкой, а не разрушать. Музыка — это исповедь моей души, моего духа, если угодно. Я никого не обвиняю, не показываю ни на кого пальцем. Я слишком большой ребёнок для этого. Мятеж — для глупых людей.
Мишель Крету
Я верю, что музыка обладает большой и загадочной силой. Она меня самого спасала, возвращала к жизни.
Дидюля